# Krasíkov (district d'Ústí nad Orlicí)
Pour les articles homonymes, voir Krasikov.
Krasíkov (en allemand : Budigsdorf) est une commune du district d'Ústí nad Orlicí, dans la région de Pardubice, en République tchèque. Sa population s'élevait à 300 habitants en 2024.

## Géographie
Krasíkov se trouve à 9 km au sud-est de Lanškroun, à 25 km au sud-est d'Ústí nad Orlicí, à 68 km à l'est-sud-est de Pardubice et à 164 km à l'est-sud-est de Prague.
La commune est limitée par Tatenice au nord et à l'est, par Koruna et Třebařov au sud, et par Žichlínek à l'ouest.

## Histoire
La première mention écrite de la localité date de 1267.

## Galerie

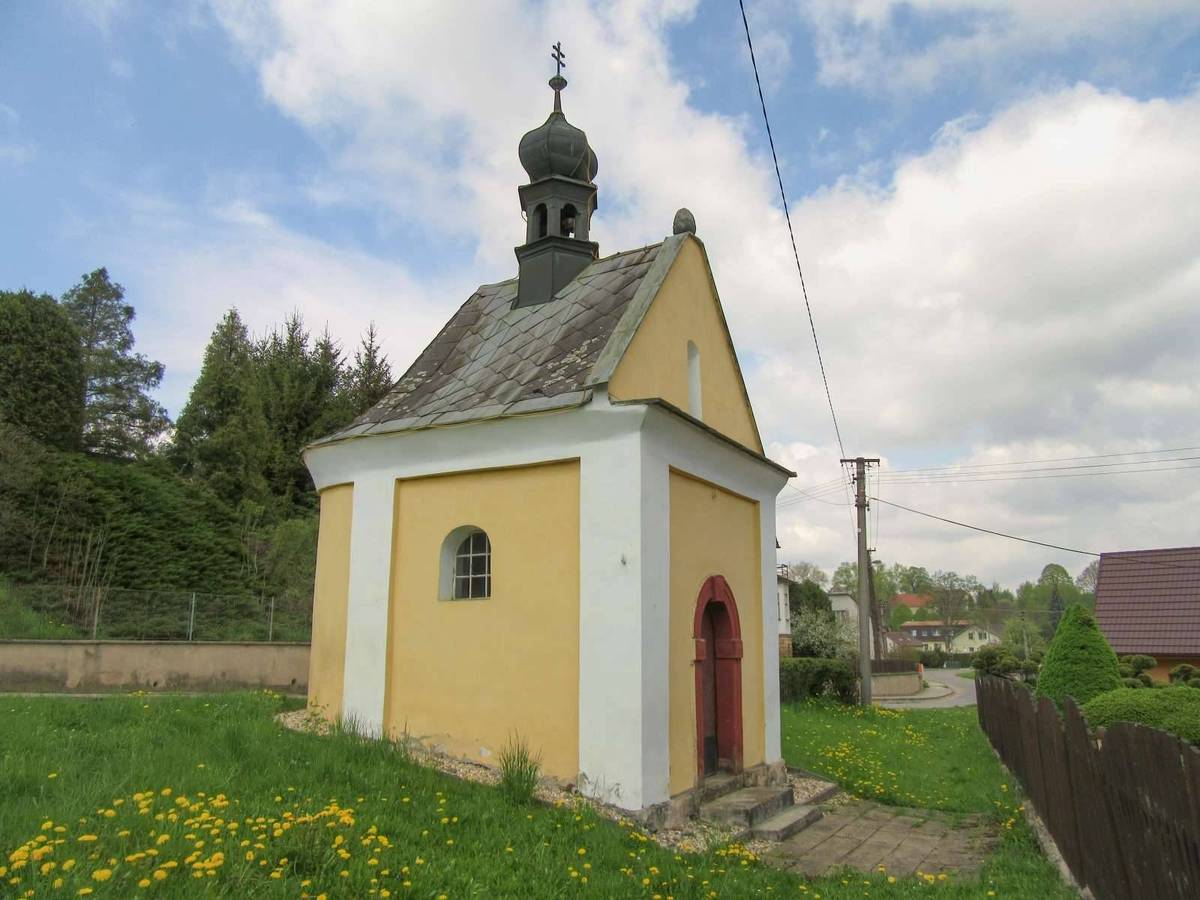
Chapelle des Anges Gardiens dans le centre de Krasíkov.
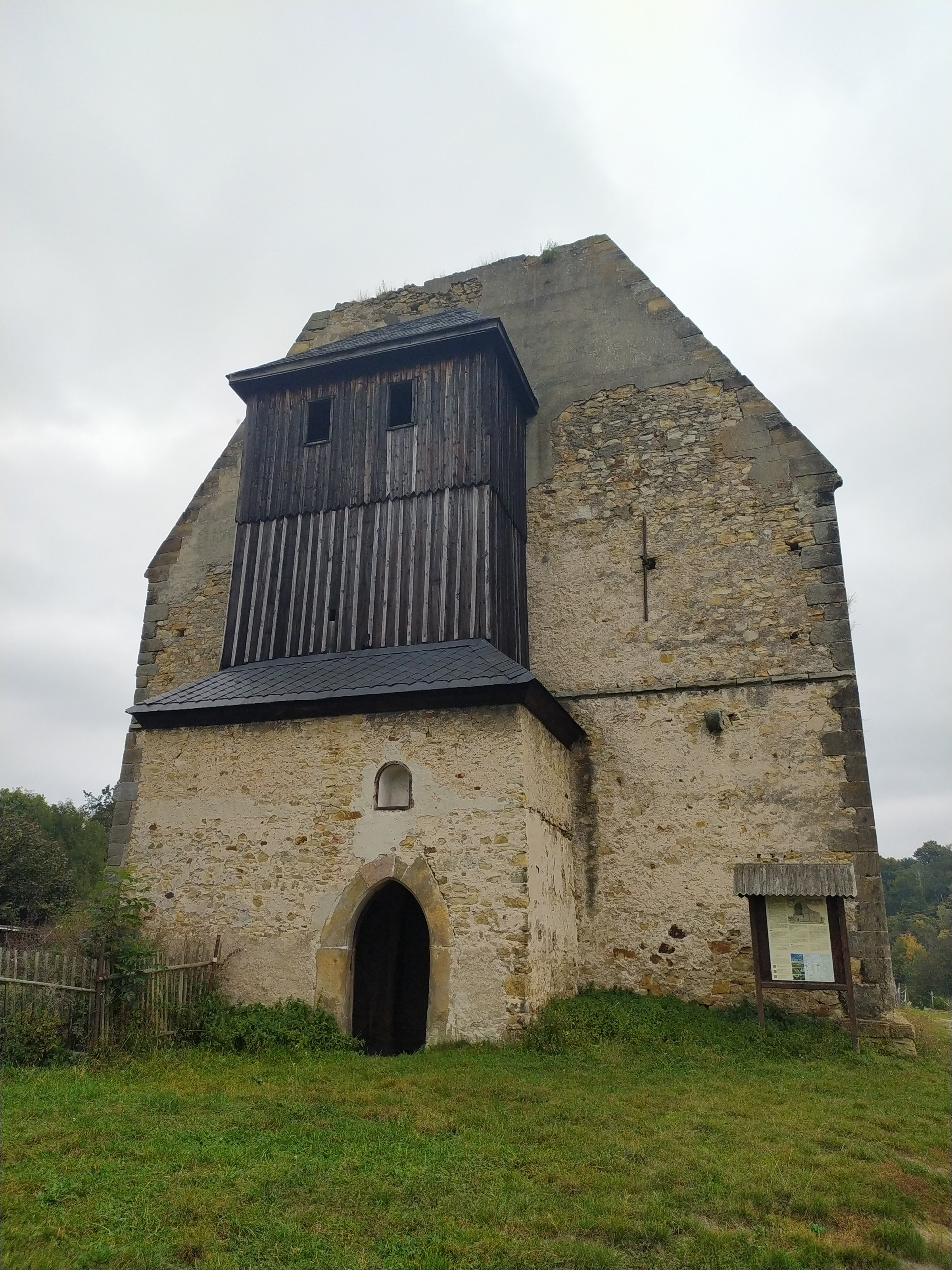
Église du monastère à Třebařov.

## Transports
Par la route, Krasíkov trouve à 11 km de Lanškroun, à 33 km d'Ústí nad Orlicí, à 87 km de Pardubice et à 200 km de Prague. 